# جيمس لو (أسقف)
جيمس لو (الإنجليزية: James Law) كان رجل دين قانوني إسكتلندي بارز في أواخر القرن السادس عشر وأوائل القرن السابع عشر، شغل منصب أسقف أوركني ثم رئيس أساقفة غلاسكو حتى وفاته في 12 نوفمبر 1632.

## البدايات والتعليم
وُلد جيمس لو نحو عام 1560 في كيركالدي، فيف، وهو ابن جيمس لو من سبّيتال وأغنيس سترانغ من بالكاسكي. التحق بجامعة سانت أندروز عام 1578 وتخرج منها بدرجة ماجستير في الآداب عام 1581.

## الحياة الكهنوتية المبكرة
عُيّن قسا لكنيسة كيركليستون في لينليثغو عام 1585 بتوصية من الملك. وخلال خدمته، وبّخه مجمع لوثيان بسبب لعب كرة القدم يوم الأحد مع صديقه جون سبوتيسوود.

## أسقف أوركني
في عام 1605 أصبح أسقف أوركني رسميًا، وخلال فترة خدمته عمل على إعادة تنظيم الأبرشية، وتعزيز سيادة القانون، وتحسين الموارد المالية والإدارية، وسعى لتحرير الكنيسة من النفوذ الإقطاعي.

## رئيس أساقفة غلاسكو
عُيّن رئيسًا لأساقفة غلاسكو في يوليو 1615 بدعم من الملك جيمس السادس. شارك لاحقًا في لجنة لإعداد قانون كنسي عام 1616. وساهم في ترميم كاتدرائية غلاسكو، حيث أعاد تغطية السقف بالرصاص وأصلح الهيكل الداخلي.

## الحياة الشخصية
تزوج مرتين:
- الأولى من ماريون دونداس عام 1587، وأنجبا ابنة تدعى مارجريت.
- الثانية من غريزيل بوزويل، وأنجبا ستة أبناء: جيمس، توماس، جورج، جون، إيزابيل، وجين.

وقد أصبح ابنه توماس قسيسًا في إنشينان، بينما صار جورج أحد وجهاء مدينة غلاسكو.

## الوفاة
توفي في 12 نوفمبر 1632 ودُفن في كاتدرائية غلاسكو، حيث أقيم له نصب تذكاري في الزاوية الجنوبية الشرقية. وقد تبرع قبل وفاته بعدد من الأموال للمستشفيات المحلية، وخلف مجموعة من التأملات اللاهوتية اللاتينية.